# Susan Aglukark
Susan Aglukark (Churchill, 27 gennaio 1967) è una cantante e musicista canadese.
È di discendenza Inuit ed è un'esponente di musica inuit. Uno dei suoi brani con maggior successo è O Siem (1995).

## Discografia
- 1990 - Dreams for You
- 1992 - Arctic Rose
- 1993 - Christmas
- 1995 - This Child
- 1999 - Unsung Heroes
- 2003 - Big Feeling
- 2006 - Blood Red Earth
- 2011 - White Sahara
- 2013 - Dreaming of Home